# Бор-Сен-Жорж
Бор-Сен-Жорж (фр. Bord-Saint-Georges, окс. Bòrt Sent Jòrge) — коммуна во Франции, находится в регионе Лимузен. Департамент коммуны — Крёз. Входит в состав кантона Буссак. Округ коммуны — Гере.
Код INSEE коммуны — 23026.

## Население
Население коммуны на 2010 год составляло 360 человек.
| 1962 | 1968 | 1975 | 1982 | 1990 | 1999 | 2010 |
| ---- | ---- | ---- | ---- | ---- | ---- | ---- |
| 620  | 568  | 528  | 435  | 343  | 336  | 360  |

## Экономика
В 2010 году среди 223 человек трудоспособного возраста (15—64 лет) 141 были экономически активными, 82 — неактивными (показатель активности — 63,2 %, в 1999 году было 66,7 %). Из 141 активных жителей работали 126 человек (74 мужчины и 52 женщины), безработных было 15 (6 мужчин и 9 женщин). Среди 82 неактивных 18 человек были учениками или студентами, 43 — пенсионерами, 21 были неактивными по другим причинам.